# Västra Kåsjön
Västra Kåsjön är en sjö i Härryda kommun i Västergötland och ingår i Kungsbackaåns huvudavrinningsområde. Sjön är 7,9 meter djup, har en yta på 0,0591 kvadratkilometer och befinner sig 87 meter över havet.

## Delavrinningsområde
Västra Kåsjön ingår i det delavrinningsområde (639253-129395) som SMHI kallar för Utloppet av Östra Ingsjön. Medelhöjden är 109 meter över havet och ytan är 21,08 kvadratkilometer. Räknas de 2 avrinningsområdena uppströms in blir den ackumulerade arean 44,65 kvadratkilometer. Avrinningsområdets utflöde Kungsbackaån (Lindomeån) mynnar i havet. Avrinningsområdet består mestadels av skog (80 %). Avrinningsområdet har 2,29 kvadratkilometer vattenytor vilket ger det en sjöprocent på 10,8 %. Bebyggelsen i området täcker en yta av 0,21 kvadratkilometer eller 1 % av avrinningsområdet.